# Anna Catharina Ljungström
Anna Catharina Ljungström, född i Stockholm 10 mars 1764, död 29 september 1834, var en svensk skådespelare. 
Hon var dotter till kofferdikaptenen Anders Åhman och Anna Maria Sandberg och gifte sig 1783 med Peter Ljungström, som var munkskänk vid hovet. Hon fick inga barn. 
Hon var ursprungligen anställd hos Maria Aurora Uggla, som var amatörskådespelare och undervisade henne i skådespeleri. Hon debuterade som Ebba Bielke i Siri Brahe och Johan Gyllenstierna i juni 1788. Fast anställd vid Dramaten 1 januari 1790-1818. Hon var en väl använd och uppskattad skådespelare vid så kallade gumroller: vanligen spelade hon mindre men populära karaktärsroller i pjäserna: det anses dock troligt att hon dubblerade flera större roller, eftersom hon ska ha dubblerat roller åt teaterns stjärnor Fredrica Löf och Marie Louise Marcadet, men dubblerade roller finns sällan dokumenterade. Hon beskrivs som pålitlig, stannade utanför teaterns konflikter, och var anställd ovanligt länge för en samtida skådespelare.      